# 9178 Momoyo
A 9178 Momoyo (ideiglenes jelöléssel 1991 DU) a Naprendszer kisbolygóövében található aszteroida. Shigeru Inoda és Urata Takesi fedezte fel 1991. február 23-án.